# Steenloper
De steenloper (Arenaria interpres) is een vogel uit de familie Scolopacidae (strandlopers en snippen).

## Kenmerken
Deze vogel is een bontgekleurde, wat gedrongen vogel. Van onderen is hij wit en de bovenvleugel is roodbruin met witte schoudervlekken en een witte en brede, zwarte zoom.

## Leefwijze
Men kan hem op rotsachtige kusten of iets wat daar op lijkt (zoals basaltglooiingen op pieren of dammen) druk in de weer zien met stenen of schelpen omkeren op zoek naar iets eetbaars. Het voedsel bestaat uit strandvlooien, schelpdieren, slakken, garnalen, visjes, insecten, dode vis, planten en zeewier.

## Voortplanting
Het legsel bestaat uit ongeveer vier eieren, die worden gelegd in een nest, dat bekleed is met planten.

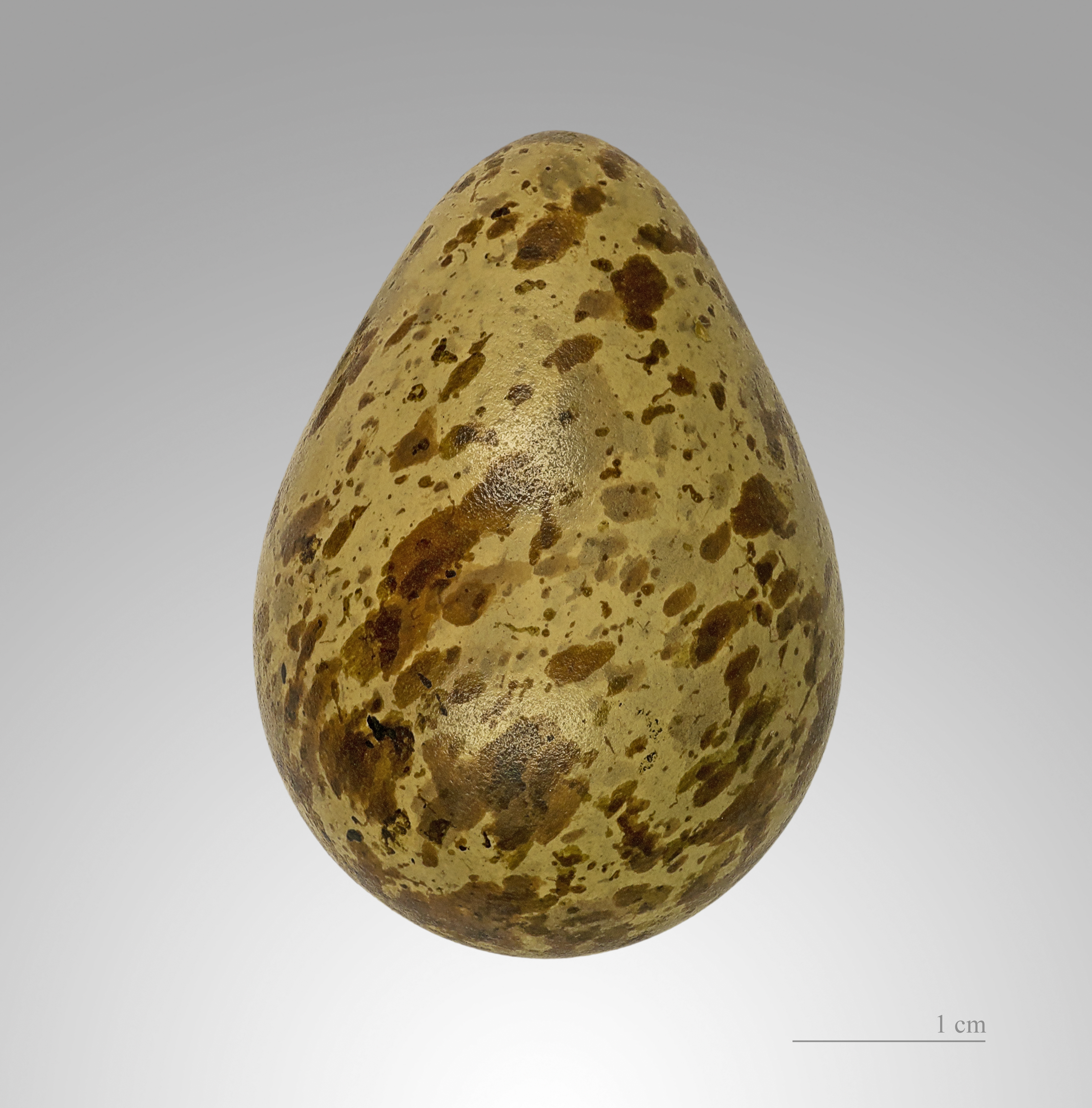
Ei

## Verspreiding en leefgebied
De vogel broedt langs de kusten van Scandinavië en is langs de Belgische en Nederlandse kusten een algemene doortrekker en wintergast. Hij overzomert er ook wel. In Zuid-Afrika is hij een zomergast. Hij broedt ook in het hoge noorden van Canada en Alaska en trekt naar de kust van de Golf van Mexico.
De vogel is ook algemeen in Afrika en komt ook op veel eilanden langs de Afrikaanse kust voor, zoals op de Canarische Eilanden.
De soort telt twee ondersoorten:
- A. i. interpres: van noordoostelijk Canada, Groenland, noordelijk Europa tot noordoostelijk Siberië en westelijk Alaska.
- A. i. morinella: noordoostelijk Alaska en noordelijk Canada.

## Afbeeldingen

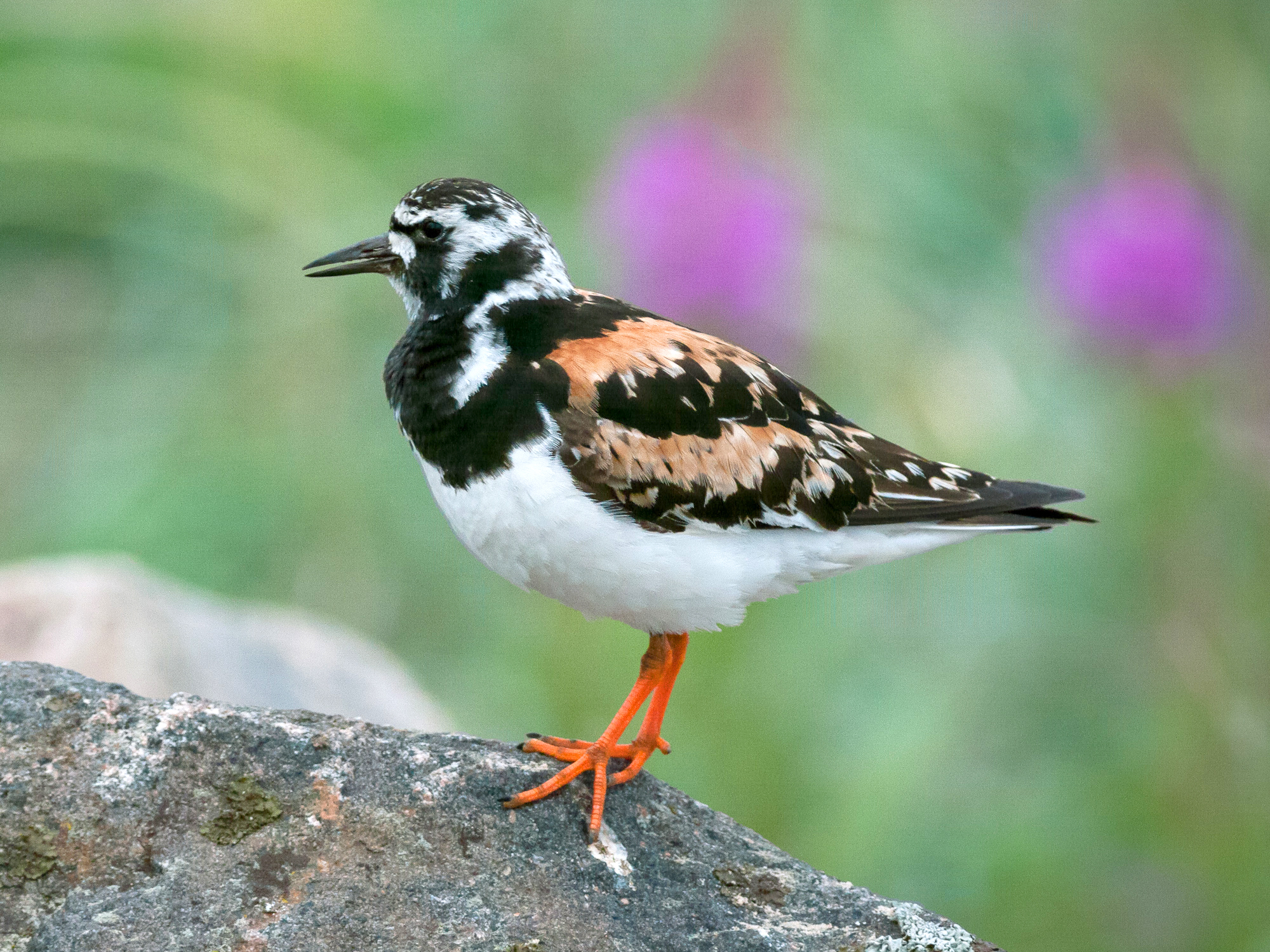
Zomerkleed
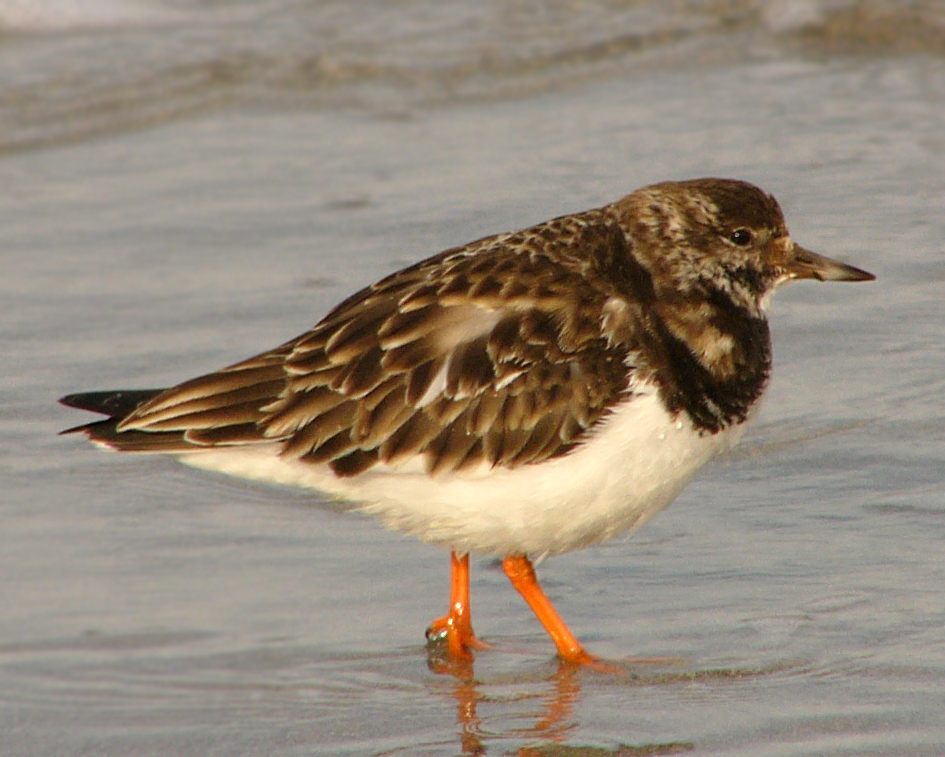
Winterkleed